# النور استوارت
النور استوارت (انگلیسی: Eleanor Stewart؛ ۲ فوریهٔ ۱۹۱۳ – ۴ ژوئیهٔ ۲۰۰۷) یک هنرپیشه اهل ایالات متحده آمریکا بود.